# Cystodytes dellechiajei
Cystodytes dellechiajei is een zakpijpensoort uit de familie van de Polycitoridae. De wetenschappelijke naam van de soort is, als Distoma dellachiajei, voor het eerst geldig gepubliceerd in 1877 door Della Valle.